# Roermond
Roermond (Idioma limburgués: Remunj; historialmente en español Ruremunda) es una ciudad, municipio de la provincia de Limburgo, en el sur del Reino de los Países Bajos, en la confluencia del Roer con el Mosa. Es sede de la diócesis de Roermond.

## Historia
Roermond ha sido una ciudad con importancia histórica. Recibió sus libertades municipales en 1231 y fue miembro de la Liga Hanseática. En 1543 pasó a formar parte de los Países Bajos de los Habsburgo. Durante la guerra de los Ochenta Años, la ciudad fue ocupada el 23 de julio de 1572 por las tropas de Guillermo de Orange, los protestantes asaltaron el monasterio cartujo de Belén ejecutando a 13 de sus monjes. En octubre la ciudad sería recuperada sin resistencia por Fadrique Álvarez de Toledo. Perteneció a los Países Bajos Españoles, hasta su conquista por las Provincias Unidas el 7 de octubre de 1702 (que ya la habían ocupado de 1632-1637). Entregada en 1716 a los Países Bajos Austríacos. Tras la ocupación francesa que duró veinte años, en 1815 pasaría a formar parte del Reino Unido de los Países Bajos. 

## Galería

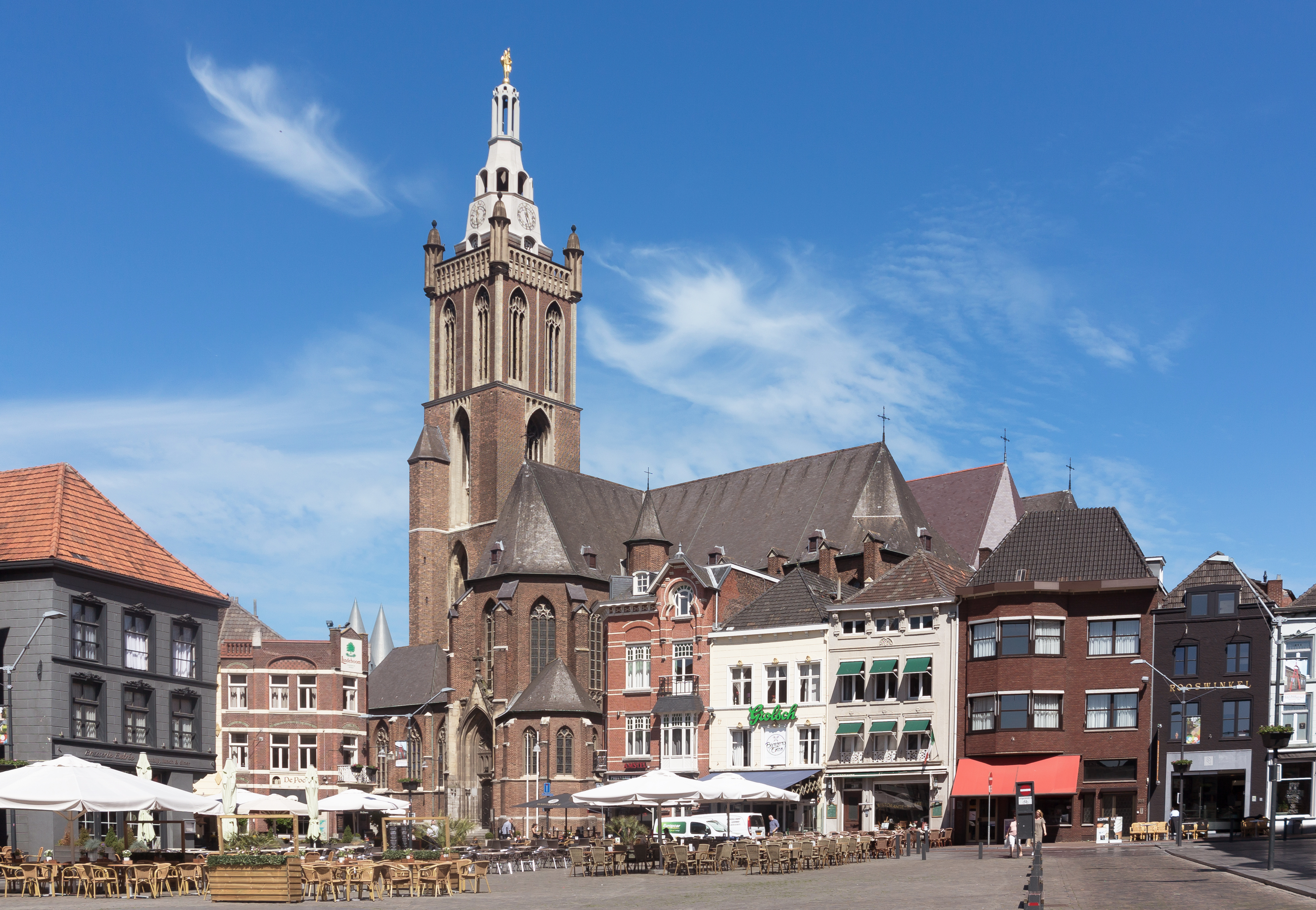
La Catedral: de San Cristóbal
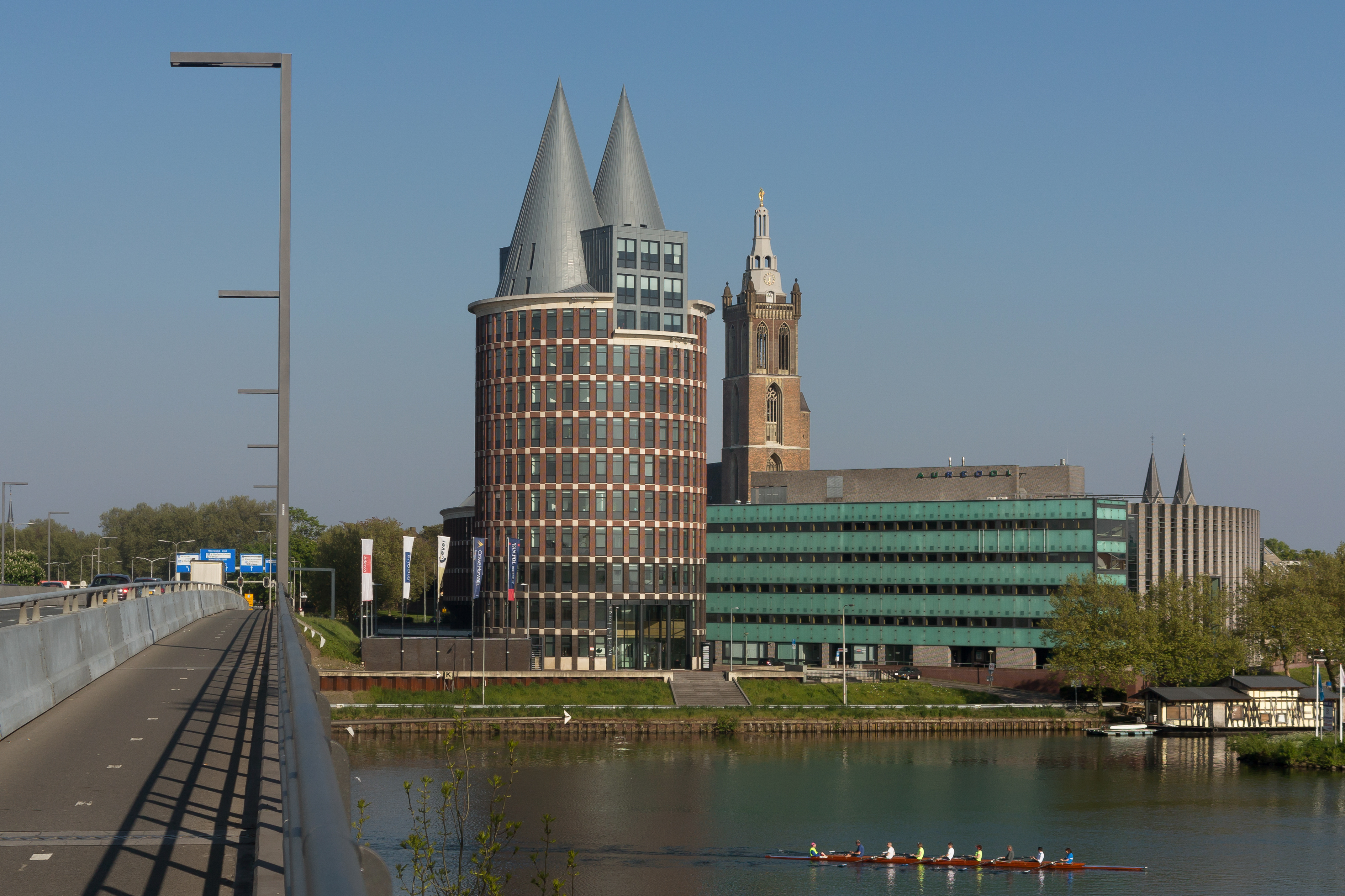
La torre (de Natalinitoren) y la Catedral desde el puente sobre el Mosa
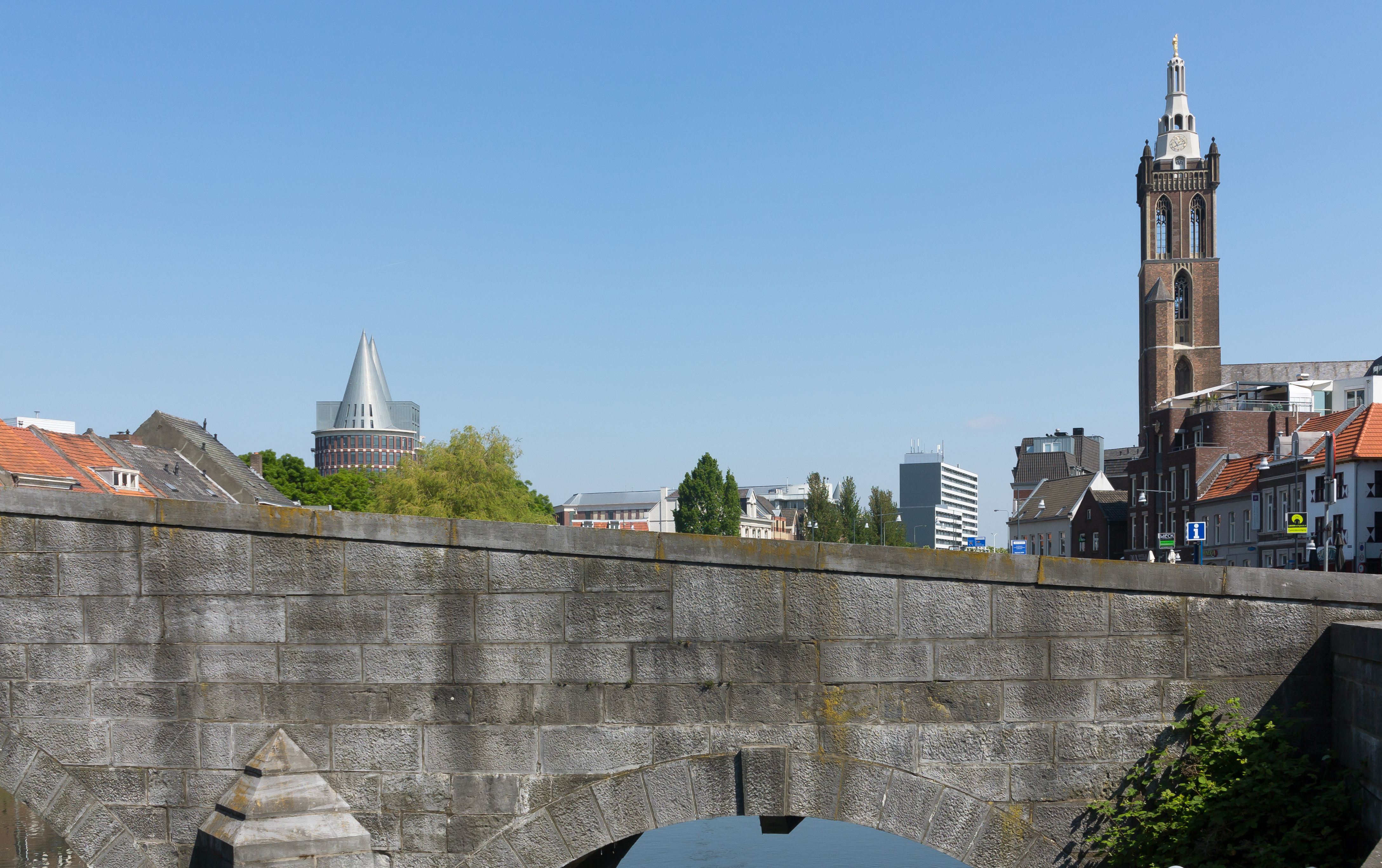
El puente (de Maria Theresiabrug) y la Catedral (Sint-Christoffelkathedraal)